# ۲۳ آوریل
۲۳ آوریل صد و سیزدهمین (در سال‌های کبیسه صد و چهاردهمین) روز سال در گاه‌شماری میلادی است. ۲۵۲ روز تا پایان سال باقی‌است.

## رویدادها
- ۱۹۲۹ - ترکیه به عنوان اولین کشور جهان روز کودک را جشن گرفت.
- ۱۹۹۰ - نامیبیا به عنوان صد و شصتمین کشور به عضویت سازمان ملل متحد درآمد.
- ۱۹۹۳ - در رفراندمی که توسط سازمان ملل متحد نظارت می‌شد اکثریت قاطع آرا به استقلال اریتره از اتیوپی داده شده شد.

## زادروزها
- ۱۸۵۸ - ماکس پلانک، فیزیکدان آلمانی
- ۱۹۰۷ - بدر لاما، بازیگر فلسطینی.[۱]
- ۱۹۵۴ - مایکل مور، کارگردان مستندساز آمریکایی
- ۱۹۷۷ - جان سینا، بازیکن کشتی حرفه‌ای آمریکایی

## درگذشت‌ها
- ۱۰۱۶ - اتلرد بدفهم، پادشاه انگلستان
- ۱۶۱۶ - ویلیام شکسپیر، شاعر و نمایشنامه‌نویس انگلیسی
- ۱۹۵۴ – مارسل اوئو، دوچرخه‌سوار اهل فرانسه (ز. ۱۸۹۶)
- ۱۹۹۲ - ساتیاجیت رای، کارگردان و فیلمنامه‌نویس هندی

## مناسبت‌ها
- روز جهانی زبان انگلیسی
- روز جهانی کتاب و حق نشر